# Rumänische Fußballmeisterschaft 1922/23
Die Finalspiele um die Rumänische Fußballmeisterschaft 1922/23 wurden vom 22. Juli bis zum 26. August 1923 ausgetragen. Im Gegensatz zum Vorjahr wurde die Zahl der regionalen Vorausscheidungen auf acht erhöht. Die Endrunde wurde im K.-o.-System ausgetragen. Zunächst fand jeweils nur ein Spiel statt. Erst als dieses unentschieden geendet war, fand ein Rückspiel statt, um einen Sieger zu finden.

## Teilnehmer
| Region       | Sieger                       |
| ------------ | ---------------------------- |
| Arad         | Gloria CFR Arad              |
| Bukarest     | Venus Bukarest               |
| Brașov-Sibiu | Brașovia Brașov              |
| Cernăuți     | Polonia Czerniowce           |
| Cluj         | Victoria Cluj                |
| Oradea       | Înțelegerea Oradea           |
| Târgu Mureș  | Clubul Gimnastic Târgu Mureș |
| Timișoara    | Chinezul Timișoara           |

## Ergebnisse

### Viertelfinale
|                              | Ergebnis  |                    |
| ---------------------------- | --------- | ------------------ |
| Victoria Cluj                | 1:0 (0:0) | Înțelegerea Oradea |
| Clubul Gimnastic Târgu Mureș | 1:0 (0:0) | Polonia Czerniowce |
| Gloria CFR Arad              | 0:2 (0:1) | Chinezul Timișoara |
| Brașovia Brașov              | 1:1 (0:1) | Venus Bukarest     |

#### Wiederholungsspiel
|                 | Ergebnis |                |
| --------------- | -------- | -------------- |
| Brașovia Brașov | 1        | Venus Bukarest |

### Halbfinale
|                    | Ergebnis  |                              |
| ------------------ | --------- | ---------------------------- |
| Venus Bukarest     | 1:3 (1:2) | Victoria Cluj                |
| Chinezul Timișoara | 1:1 (0:0) | Clubul Gimnastic Târgu Mureș |

#### Wiederholungsspiel
Das Wiederholungsspiel fand in Târgu Mureș statt.
|                    | Ergebnis  |                              |
| ------------------ | --------- | ---------------------------- |
| Chinezul Timișoara | 2:0 (1:0) | Clubul Gimnastic Târgu Mureș |

### Finale
|               | Ergebnis  |                    |
| ------------- | --------- | ------------------ |
| Victoria Cluj | 0:2 (0:1) | Chinezul Timișoara |